# Sten Pedersson (Peter Finvidssons ätt)
Sten Pedersson (Peter Finvidssons ätt) eller (stjärna), (ofta felaktigt skriven stallare), död mellan 1452 och 1458, var en svensk marsk, riksråd, lagman och häradshövding.

## Biografi
Sten Pedersson (Peter Finvidssons ätt) föddes tidigast 1409. Han var son till riksrådet Peter Finvidsson (Peter Finvidssons ätt). Sten Pedersson näns första gången 1434 och var från 1438 till 17 januari 1452 häradshövding i Siende härad.
Han blev troligen riddare vid kung Kristoffers kröning 1441. Han var häradshövding i Siende härad från 1437/1438 och åtminstone till 1441. Var från 1445 riksråd. Var lagman i Västmanlands och Dalarnas lagsaga från 1439, vilken tjänst han innehade åtminstone till 1441.. Han var hövitsman på slottet Tre Kronor i Stockholm 1447-1448, Västerås slott 1451-1452 och marsk 1452.

### Egendom
Sten Pedersson hade Ridö i Barkarö socken som sätesgård och senare Lindholmens gård i Orkesta socken. Han ägde jord i Tuhundra härad, Oppunda härad, Öknebo härad och Österrekarne härad i Södermanland, i Bro härad, Hagunda härad, Långhundra härad, Seminghundra härad i Uppland och i Stockholm.

### Familj
Morgongåvan till hustrun Katarina Eriksdotter (Väsbyätten) (död mellan 1474–1480) är daterad 30 augusti 1434, dotter till Erik Nilsson (Väsbyätten) och Ramborg Kortsdotter (Görtz). Det finns inga kända barn.